# Thin Man

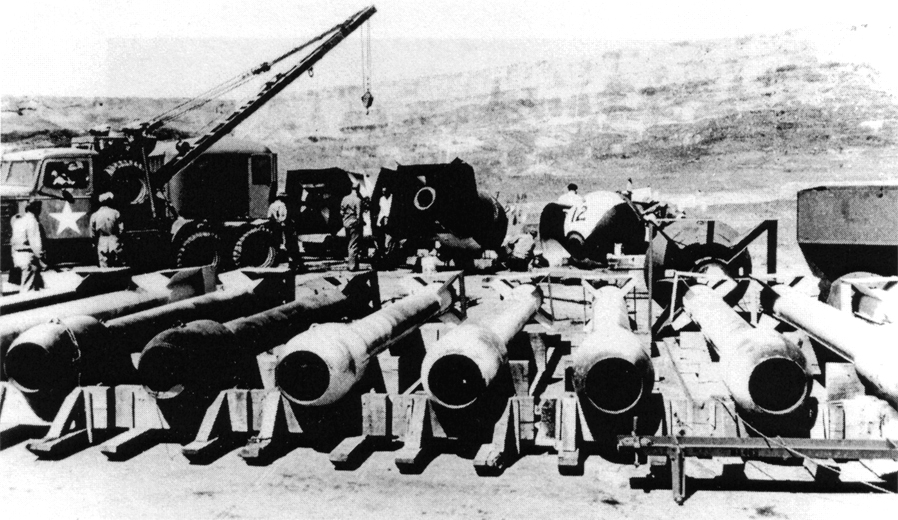

Thin Man (em português: homem magro) era o codinome de uma bomba atômica com material físsil consistindo de plutônio contendo pelo menos 90% do isótopo 239 e um método de gatilho "balístico" projetado como parte do Projeto Manhattan. No entanto, seu desenvolvimento foi interrompido quando mais tarde foi descoberto que o plutônio produzido pelo reator nuclear no local de Hanford não era tão puro quanto o produzido inicialmente pelo ciclotron de Berkeley.
A presença de plutônio-240 misturado com plutônio-239 teria tornado esse tipo de bomba muito instável e perigosa, pois a taxa de fissão espontânea do material nuclear teria sido muito alta.